# Каг-ен-Брассем
Каг-ен-Бра́ссем (нід. Kaag en Braassem) — муніципалітет у провінції Південна Голландія, Нідерланди. Утворений 1 січня 2009 року шляхом злиття муніципалітетів Алкемаде і Якобсвауде. Адміністративним центром муніципалітету є село Рулофарендсвен.

## Географія
Муніципалітет Каг-ен-Брассем розташований на півночі провінції Південна Голландія, частково у «Регіоні дюн і тюльпанів». Площа муніципалітету становить 72,24 км², з яких 63,39 км² суходолу і 8,85 км² водної поверхні.
До складу муніципалітету входять 10 сіл: Ауд-Аде (Oud Ade), Ауде-Ветерінг (Oude Wetering), Ваубрюгге (Woubrugge), Каг (Kaag), Леймейден (Leimuiden), Ньїве-Ветерінг (Nieuwe Wetering), Рейнсатервауде (Rijnsaterwoude), Рейпветерінг (Rijpwetering), Рулофарендсвен (Roelofarendsveen) і Хогмаде (Hoogmade), та 5 хуторів: Білдердам (Bilderdam), Врізекоп (Vriezekoop), Зевенхейзен (Zevenhuizen), Офвеген (Ofwegen) та Хеймансбюрт (Heimansbuurt), які не є окремими населеними пунктами та статистичними одиницями.

## Демографія
На 2012 рік у муніципалітеті мешкало 25 735 мешканців, з яких 13 060 осіб — чоловіки (50,7%), а 12 675 осіб — жінки (49,3%). Віковий розподіл такий:
- особи у віці до 15 років — 18%,
- особи у віці від 15 до 25 років — 12%,
- особи у віці від 25 до 45 років — 23%,
- особи у віці від 45 до 65 років — 31%,
- особи у віці старше 65 років — 16%.

Серед мешканців Каг-ен-Брассема особи іноземного походження становлять у середньому 8%, з яких 5% — особи європейського походження і 3% — не-європейці.

## Транспорт
Територією муніципалітету пролягає автострада А4 (Амстердам — Гаага) із відгалуженням на Лейден (автострада А44), а також регіональні автошляхи N207 (на Алфен-ан-ден-Рейн), N445 (на Лейдердорп) і N446 (проходить біля південного кордону муніципалітету).
Через Каг-ен-Брассем пролягає лінія швидкісної залізниці HSL, що сполучає Амстердам з Брюсселем, Парижем і Марселем, проте окремих залізничних станцій на території Каг-ен-Брассема немає, сполучення з іншими муніципалітетами здійснюється з допомогою автобусних маршрутів.

## Політика
Управління муніципалітетом здійснюють муніципальна рада та бургомістр, при якому діє рада олдерменів.
Муніципальна рада складається з 21 депутата, які обираються раз на чотири роки. Рада представляє у владній структурі муніципалітету законодавчу гілку влади. Також рада обирає олдерменів, які разом із бургомістром формують виконавчу гілку та займаються поточними питаннями муніципалітету.
Місця в раді розподілені поміж політичними партіями таким чином:
| Партія                                       | 2014 |
| -------------------------------------------- | ---- |
| PRO Kaag en Braassem (місцева партія)        | 7    |
| Samen voor Kaag en Braassem (місцева партія) | 5    |
| Християнсько-демократичний заклик            | 4    |
| Демократи 66                                 | 3    |
| Народна партія за свободу і демократію       | 2    |

Єдиною опозиційною партією є партія «Демократи 66», усі інші партії утворюють коаліцію.
З моменту утворення муніципалітету Каг-ен-Брассем, його бургомістром був Бас Енхорн (Bas Eenhoorn). З 2010 року цю посаду обіймає Марина ван дер Вельде-Ментінг (Marina van der Velde-Menting) з партії «Народна партія за свободу і демократію», їй допомагають 4 олдермени.

## Культура
З Каг-ен-Брассема походить низка нідерландських музичних поп-гуртів, також діють кілька театральних труп, у тому числі, і професійних.
Близькість озер Кагерплассен (на заході) та Брассемермер (в центрі) сприяє розвиткові водних видів спорту та зеленого туризму.
На території муніципалітету розташовано 59 національних пам'яток, 96 пам'яток місцевого значення і 4 військових меморіали.